# John Holmberg
John Holmberg, född den 18 oktober 1886 i Västerlösa församling, Östergötlands län, död den 26 oktober 1973 i Uppsala, var en svensk språkforskare.
Holmberg blev filosofie doktor och docent i Uppsala 1916. Han blev professor i tyska språket vid Göteborgs högskola 1930 och vid Uppsala universitet 1934. Han blev emeritus 1951. Holmberg blev ledamot av Vetenskaps- och vitterhetssamhället i Göteborg 1933, av Humanistiska vetenskapssamfundet i Uppsala 1936, av Vitterhets-, historie- och antikvitetsakademien 1950 samt av Vetenskapssocieteten i Uppsala 1951. Han utgav bland annat de lågfrankiska medeltidstexterna Bestiarie d'amour (1925) och Das moralium dogma philosophorum des Guillaume de Conches (1929) jämte deras franska och latinska förlagor. Holmberg är begravd på Uppsala gamla kyrkogård.